# Alex Watt
Pour les articles homonymes, voir Watt (homonymie).
Alex Watt (né le 24 juillet 1919 à Cadogan, dans la province de l'Alberta au Canada) est un joueur professionnel canadien de hockey sur glace.

## Carrière de joueur
Il commence sa carrière en 1940 avec les Flyers d'Edmonton dans l'Alberta Senior Hockey League.

## Statistiques de carrière
| Saison    | Équipe              | Ligue |    | Saison régulière | Saison régulière | Saison régulière | Saison régulière | Saison régulière |   | Séries éliminatoires | Séries éliminatoires | Séries éliminatoires | Séries éliminatoires | Séries éliminatoires |
| Saison    | Équipe              | Ligue | PJ | B                | A                | Pts              | Pun              | PJ               | B | A                    | Pts                  | Pun                  |                      |                      |
| 1940-1941 | Flyers d'Edmonton   | ASHL  |    | 0                | 5                | 5                | 18               | -                | - | -                    | -                    | -                    |                      |                      |
| 1945-1946 | Seattle-New West    | PCHL  | 52 | 3                | 10               | 13               | 46               | -                | - | -                    | -                    | -                    |                      |                      |
| 1946-1947 | Rockets de Tacoma   | PCHL  | 50 | 3                | 6                | 9                | 30               | -                | - | -                    | -                    | -                    |                      |                      |
| 1947-1948 | Rockets de Tacoma   | PCHL  | 55 | 12               | 22               | 34               | 48               | -                | - | -                    | -                    | -                    |                      |                      |
| 1948-1949 | Rockets de Tacoma   | PCHL  | 70 | 8                | 8                | 16               | 34               | 6                | 0 | 1                    | 1                    | 0                    |                      |                      |
| 1951-1952 | Canadians de Vernon | OSAHL |    |                  |                  |                  |                  |                  |   |                      |                      |                      |                      |                      |